# Coccophagus insidiator
Coccophagus insidiator is een vliesvleugelig insect uit de familie Aphelinidae. De wetenschappelijke naam is voor het eerst geldig gepubliceerd in 1826 door Dalman als Entedon insidiator.